# Aeroportul Internațional Lamezia Terme
Aeroportul Internațional Lamezia Terme (IATA: SUF, ICAO: LICA) este un aeroport din Lamezia Terme, Provincia Catanzaro, Calabria, Italia ce deservește zona Lamezia Terme. Aeroportul a fost tranzitat în 2022 de 2.622.535 de pasageri. A fost deschis în 1976 și numit după zona deservită.
Situat la o altitudine de 1.189 m, aeroportul dispune de 1 pistă.

## Infrastructură

### Piste
Aeroportul dispune de o singură pistă. Pista 10/28 are suprafața de asfalt și dimensiunile 3.017 m × 45 m. 